# Studio Drift

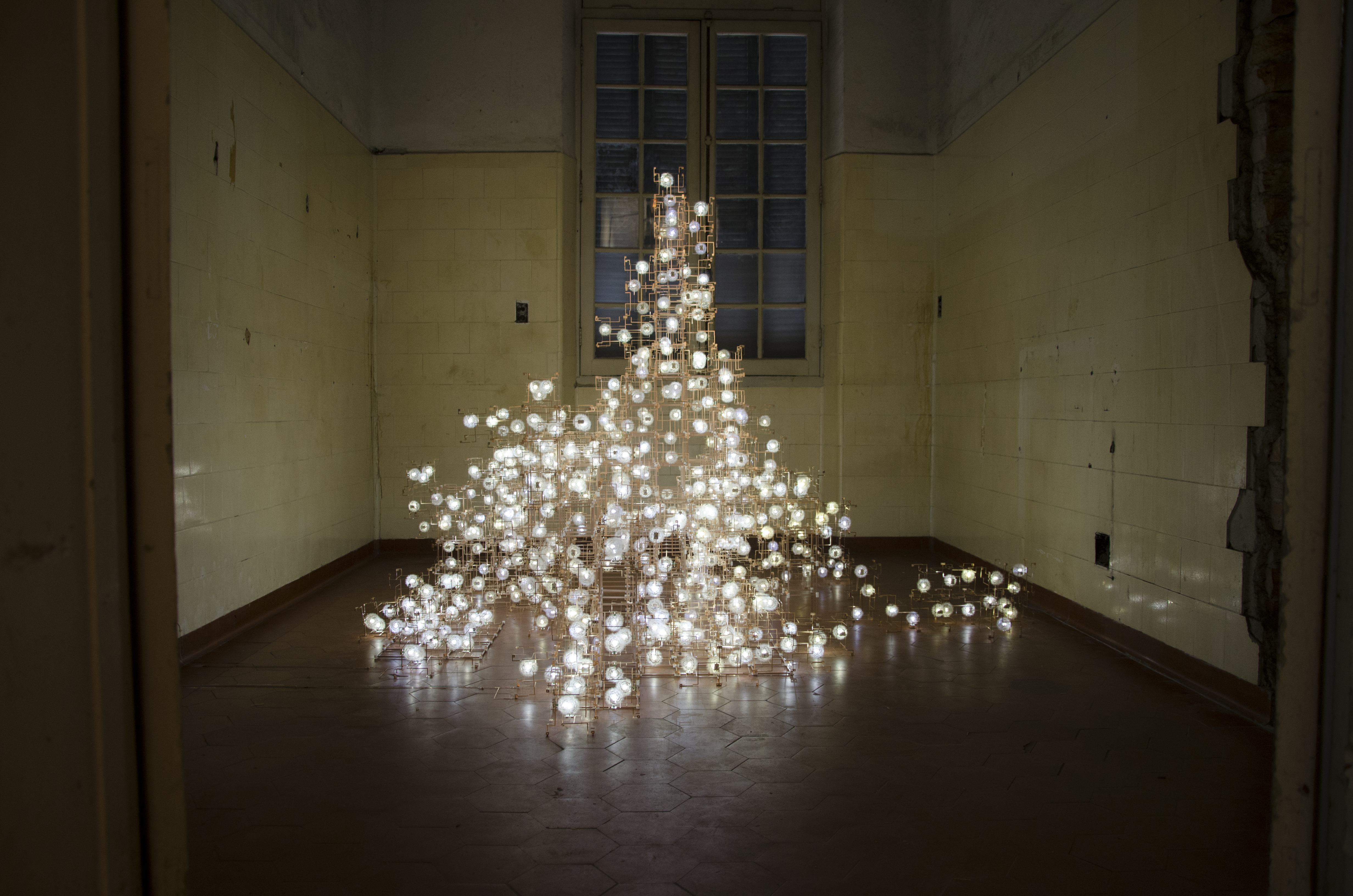
Fragile Future, do Studio Drift. 31ª Bienal de São Paulo, Brasil, 2014

Studio Drift é uma dupla de artistas baseada em Amsterdã, fundada por Ralph Nauta e Lonneke Gordijn em 2007. É especializada em esculturas coreografadas e instalações cinéticas.

## História
O Studio Drift foi fundado em 2007 pelos graduados da Academia de Design de Eindhoven, Ralph Nauta e Lonneke Gordijn. Eles colaboraram primeiro no projeto de graduação de Gordijn, Fragile Future, uma série de lâmpadas LED com sementes reais de dente-de-leão coladas nelas, dando aos bulbos uma aparência de flor. Os designers também criaram uma lâmpada em miniatura, Dandelight, seguindo o mesmo conceito.
Em 2008, a obra Fragile Future ganhou o prêmio Light of the Future do Conselho Alemão de Design e posteriormente diferentes versões desta obra de arte foram incluídas nas coleções permanentes do Museu Stedelijk e do Museu Victoria e Albert.

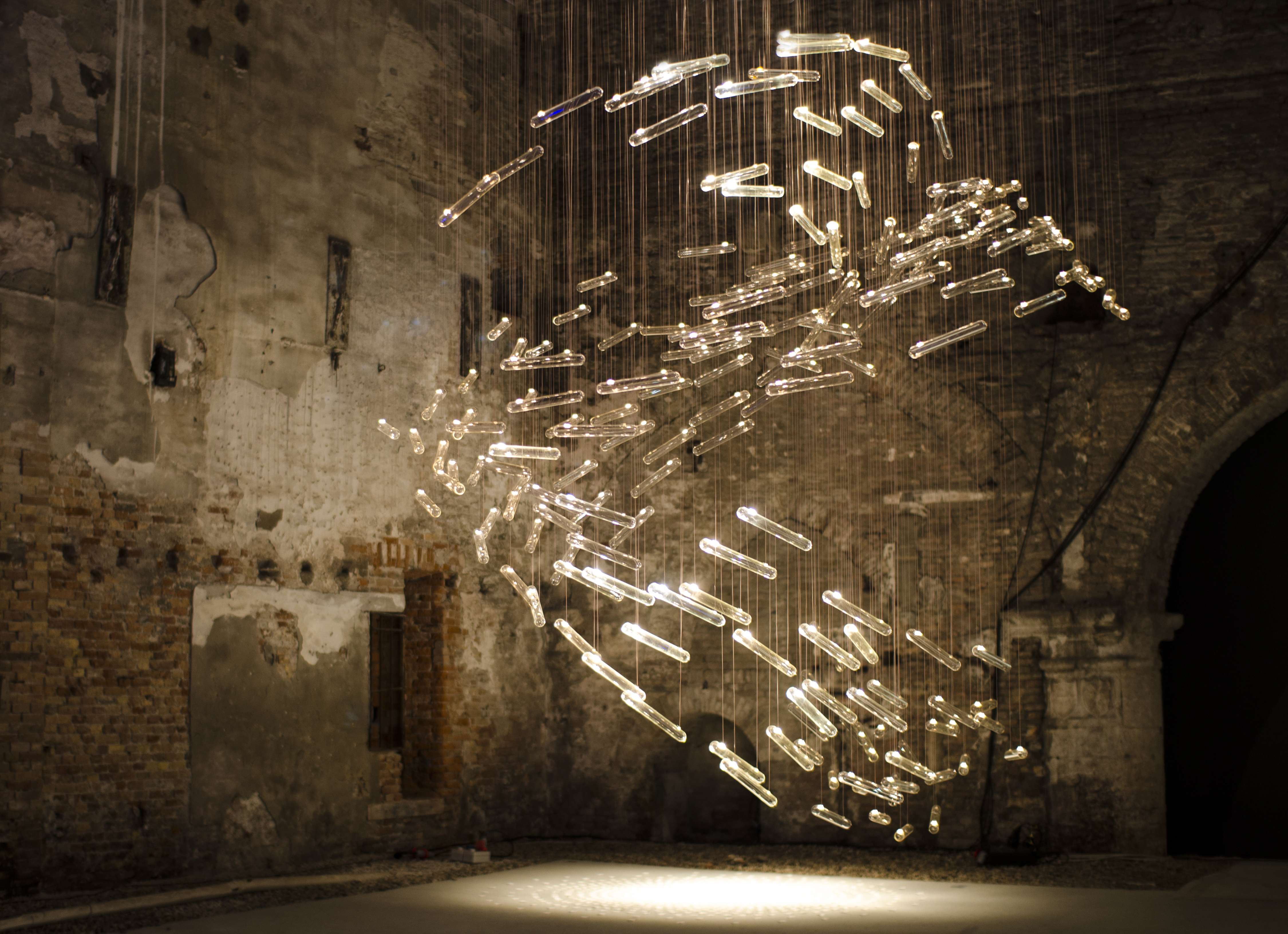
Flylight, do Studio Drift na Bienal de Veneza, em 2015.

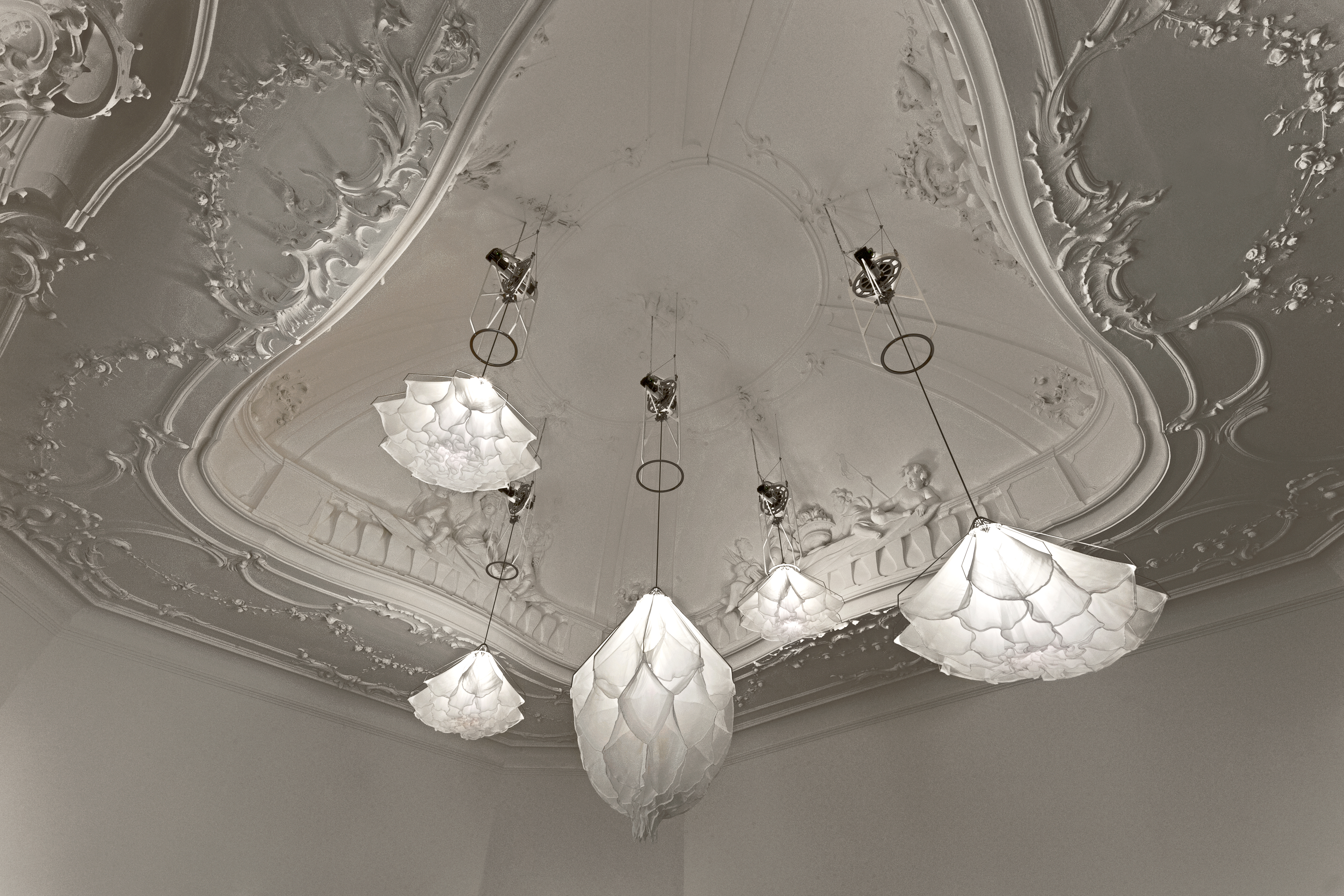
Shylight, de Studio Drift no Rijksmuseum, Amsterdã em 2014

O primeiro projeto comercial do Studio Drift foi uma série de bancos ao ar livre feitos em 2007 para o Jardim Botânico de Amsterdã, chamados Water Web Bench. Em 2008, os artistas apresentaram o trabalho Ghost Chair na Feira de Móveis de Milão.
Em 2010, a dupla foi convidada a ir para Nova York para realizar a instalação Fragile Future para a exposição Dead or Alive no Museum of Arts and Design.
Em 2011, o estúdio apresentou seu projeto de arte cinética Flylight durante o Salone del Mobile e mais tarde em 2012 na Bienal de Arquitetura de Veneza. A instalação controlada por computador, inspirada por um bando de pássaros, é composta por até 180 tubos de vidro soprado à mão, suspensos por cabos e equipados com lâmpadas halógenas. Foi encomendado para vários projetos residenciais privados.
Em 2013, a dupla artística apresentou os primeiros protótipos do sistema de iluminação Nola durante a Dutch Design Week. Em 2014, o estúdio apresentou um espelho de pé chamado The Obsidian Mirror feito de lixo durante o Salone del Mobile. Em outubro de 2015, uma segunda peça desta coleção, um espelho de parede suspenso, foi exibida na exposição Thing Nothing no Van Abbemuseum. No final de outubro de 2014, quando a Ala Philips do Rijksmuseum em Amsterdã foi inaugurada após a reforma de 11 anos, ela apresentava lustres Shylight do estúdio.
Em 2015, artistas instalaram uma escultura cinética em grande escala chamada In 20 Steps no Centro de Arte Contemporânea e Vidro da Fundação Berengo durante a Bienal de Arte de Veneza. Este objeto de arte foi recriado em 2018 para o hotel Abu Dhabi Edition.
Em 2017, o Studio Drift apresentou dois projetos nos EUA: em março eles exibiram um cubo gigante de concreto levitando durante o Armory Show em Nova York e em dezembro lançaram 300 drones para formar uma escultura de luz voadora chamada "Franchise Freedom durante a Art Basel de Miami. A Franchise Freedom foi uma evolução de seu projeto anterior Flylight. Este projeto ganhou o THE DESIGN PRIZE e foi nomeado para o prêmio Beazley Designs of the Year 2018.
Em abril de 2018, o Museu Stedelijk de Amsterdã   sediou a primeira exposição individual de projetos do Studio Drift. Em 2019, o recém-inaugurado museu de arte Amos Rex acolheu a sua segunda exposição individual e as suas obras foram apresentadas durante a Bienal de Arte de Veneza na exposição Disfuncional.
Em 2019, DRIFT ganhou o prêmio Dezeen Awards de 'Designer do Ano' e 'Design de Iluminação do Ano' com a obra de arte Franchise Freedom.
Mais tarde naquele ano, DRIFT teve sua estreia operística. A artista do DRIFT Lonneke Gordijn - juntamente com a diretora Monique Wagemakers e a coreógrafa Nanine Linning - criou uma obra deminada Ego. Ego é uma escultura cinética baseada no tempo na forma de bloco característico do estúdio de arte. Inicialmente, a escultura foi criada para materializar no palco a agitação interna de Orfeu, protagonista da famosa ópera . Em março de 2020, Ego estreou fora dos palcos da PACE Gallery em Nova York.
Em 5 de maio de 2020, durante o Dia da Libertação na Holanda, uma apresentação especial de Franchise Freedom sobrevoou a cidade de Rotterdam. A dupla de artistas preparou o show especial personalizado para celebrar a liberdade durante a crise do coronavírus.
Em 2022, o Museu de Arte da Filadélfia apresentou uma retrospectiva de seu trabalho intitulada Rhythms of Nature: The Art & Design of DRIFT . Eles também receberam o Prêmio Collab Design Excellence do museu na mesma ocasião.

## Trabalhos
- Fragile Future (2006)[44]
- Dandelight (2007)[45][46]
- Water Web Bench (2007)[47][48][49]
- Ghost Collection (2008)[50][48]
- Fragile Future III (2009)
- Shylight (2010)[51][52]
- Flylight (2011)[53]
- Nola (2013)[54]
- The Particle Plan (2014)[55]
- The Obsidian Project (2014)[56]
- In 20 Steps (2015)[57]
- Semblance (2016)
- Amplitude (2017)[58]
- Concrete Storm (2017)[59][60]
- In 20 Little Steps (2017)
- Meadow (2017)[61][62]
- Drifter (2017)[63][64][65]
- Franchise Freedom (2017)[66][44][61][67]
- Materialism (2018) [68]
- Ego (2020)[69][70][71]